# Aureoboletus
Aureoboletus là một chi nấm thuộc họ Boletaceae (phân bộ Boletineae).

## Danh sách loài
- Aureoboletus auriporus
- Aureoboletus gentilis
- Aureoboletus novoguineensis
- Aureoboletus subacidus
- Aureoboletus thibetanus